# Сіл Еппс (молодший)
Сіл Еппс (англ. Syl Apps, Jr., нар. 1 серпня 1947, Торонто) — колишній канадський хокеїст, що грав на позиції центрального нападника. Син Сіла Еппса.
Провів понад 700 матчів у Національній хокейній лізі.

## Ігрова кар'єра
Хокейну кар'єру розпочав 1968 року в АХЛ.
1964 року був обраний на драфті НХЛ під 21-м загальним номером командою «Нью-Йорк Рейнджерс». 
Протягом професійної клубної ігрової кар'єри, що тривала 13 років, захищав кольори команд «Піттсбург Пінгвінс», «Лос-Анджелес Кінгс», «Нью-Йорк Рейнджерс», «Баффало Бізонс», «Омаха Найтс» та «Кінгстон Ейсес».
Загалом провів 750 матчів у НХЛ, включаючи 23 гри плей-оф Кубка Стенлі.

## Нагороди та досягнення
- Учасник матчу усіх зірок НХЛ — 1975.

## Статистика
| Сезон        | Клуб                 | Ліга         | Регулярний сезон | Регулярний сезон | Регулярний сезон | Регулярний сезон | Регулярний сезон | Плей-оф | Плей-оф | Плей-оф | Плей-оф | Плей-оф |
| Сезон        | Клуб                 | Ліга         | І                | Г                | П                | О                | ШХ               | І       | Г       | П       | О       | ШХ      |
| ------------ | -------------------- | ------------ | ---------------- | ---------------- | ---------------- | ---------------- | ---------------- | ------- | ------- | ------- | ------- | ------- |
| 1968–69      | «Баффало Бізонс»     | АХЛ          | 2                | 1                | 2                | 3                | 4                | —       | —       | —       | —       | —       |
| 1968–69      | «Кінгстон Ейсес»     | ОХА          | 27               | 14               | 22               | 36               | 17               | —       | —       | —       | —       | —       |
| 1969–70      | «Омаха Найтс»        | ЦПХЛ         | 68               | 16               | 38               | 54               | 43               | 12      | 10      | 9       | 19      | 4       |
| 1969–70      | «Баффало Бізонс»     | АХЛ          | —                | —                | —                | —                | —                | 7       | 2       | 3       | 5       | 6       |
| 1970–71      | «Омаха Найтс»        | ЦПХЛ         | 11               | 0                | 5                | 5                | 4                | —       | —       | —       | —       | —       |
| 1970–71      | «Нью-Йорк Рейнджерс» | НХЛ          | 31               | 1                | 2                | 3                | 11               | —       | —       | —       | —       | —       |
| 1970–71      | «Піттсбург Пінгвінс» | НХЛ          | 31               | 9                | 16               | 25               | 21               | —       | —       | —       | —       | —       |
| 1971–72      | «Піттсбург Пінгвінс» | НХЛ          | 72               | 15               | 44               | 59               | 78               | 4       | 1       | 0       | 1       | 2       |
| 1972–73      | «Піттсбург Пінгвінс» | НХЛ          | 77               | 29               | 56               | 85               | 18               | —       | —       | —       | —       | —       |
| 1973–74      | «Піттсбург Пінгвінс» | НХЛ          | 75               | 24               | 61               | 85               | 37               | —       | —       | —       | —       | —       |
| 1974–75      | «Піттсбург Пінгвінс» | НХЛ          | 79               | 24               | 55               | 79               | 43               | 9       | 2       | 3       | 5       | 9       |
| 1975–76      | «Піттсбург Пінгвінс» | НХЛ          | 80               | 32               | 67               | 99               | 24               | 3       | 0       | 1       | 1       | 0       |
| 1976–77      | «Піттсбург Пінгвінс» | НХЛ          | 72               | 18               | 43               | 61               | 20               | 3       | 1       | 0       | 1       | 12      |
| 1977–78      | «Піттсбург Пінгвінс» | НХЛ          | 9                | 0                | 7                | 7                | 0                | —       | —       | —       | —       | —       |
| 1977–78      | «Лос-Анджелес Кінгс» | НХЛ          | 70               | 19               | 26               | 45               | 0                | —       | —       | —       | —       | —       |
| 1978–79      | «Лос-Анджелес Кінгс» | НХЛ          | 80               | 7                | 30               | 37               | 29               | 2       | 1       | 0       | 1       | 0       |
| 1979–80      | «Лос-Анджелес Кінгс» | НХЛ          | 51               | 5                | 16               | 21               | 12               | —       | —       | —       | —       | —       |
| Усього в НХЛ | Усього в НХЛ         | Усього в НХЛ | 727              | 183              | 423              | 606              | 311              | 23      | 5       | 5       | 10      | 23      |